# 卡茨班 (紐約州)
卡茨班（英語：Katsbaan）是位於美國紐約州阿爾斯特縣的非建制地區。

## 歷史
卡茨班的郵局於1889年設立，其後於1901年停運。

## 地理
卡茨班所處的海拔為高於海平面53米（即174英呎），而該地所採用的時區為UTC-5，即北美东部时区（EST）。同時該地設有夏令時間，為UTC-5調快一小時，即UTC-4（EDT）。